# Olivier Messiaen
Olivier Messiaen (født 10. december 1908, død 27. april 1992) var en fransk komponist, organist og ornitolog – en af det 20. århundredes største komponister. Hans musik er rytmisk komplekst (han var interesseret i rytmer fra oldgræske og hinduistiske kilder); harmonisk og melodisk er det baseret på modi med begrænsede transpositionsmuligheder, som han udtrak fra sine tidlige værker og improvisationer. Mange af hans værker afbilleder, hvad han kaldte, "de pragtfulde aspekter af troen" og havde baggrund i hans dybtliggende romerskkatolske tro.
Han var vidt berejst og komponerede med inspiration fra diverse kilder, såsom japansk musik, landskabet i Bryce Canyon i Utah og Frans af Assisis liv. Han sagde, at han oplevede farver, når han hørte visse akkorder, især dem der bar opbygget af hans modi (et fænomen kendt som synæstesi); han sagde, at kombinationer af disse farver var vigtige i hans kompositoriske proces. Messiaen eksperimenterede i en kort periode med parametrisering associeret med "total serialisme", på hvilket felt han ofte nævnes som foregangsmand. Hans stil trak på mange eksotiske musiske påvirkninger, såsom indonesisk gamelan (stemte slagtøjsinstrumenter har ofte en central plads i hans orkesterværker). Han var en af de første komponister, der brugte et elektronisk keyboard – i dette tilfælde ondes Martenot – i et orkesterværk.
Messiaen kom ind på konservatoriet i Paris i en alder af 11 år og havde blandt andre Paul Dukas, Maurice Emmanuel, Charles-Marie Widor og Marcel Dupré til lærere. Han blev ansat som organist ved Église de la Sainte-Trinité i Paris i 1931, en stilling han holdt ind til sin død. Han underviste ved Schola Cantorum de Paris i 1930'erne. Ved Frankrigs fald i 1940 blev Messiaen krigsfange, og i tiden som så komponerede han sin Quatuor pour la fin du temps ("Kvartet til tidens ende") for de fire instrumenter, der var tilgængelige; klaver, violin, cello og klarinet. Stykket blev først opført af Messiaen og hans medfanger for et publikum af andre indsatte samt fængselsbetjente. Han fik stillingen som professor i harmonilære kort efter sin løsladelse i 1941 og professor i komposition i 1966 ved Conservatoire de Paris. Begge poster holdt han til sin fratrædelse i 1978. Hans mange anerkendte elever inkluderede Pierre Boulez og Yvonne Loriod, som blev hans sidste kone.
Han fandt fuglesang fascinerende og mente, fugle var de største musikere, mens han betragtede sig selv som lige så meget ornitolog som komponist. Han beskrev fuglesang fra hele verden på noder og integrerede transskriptioner af fuglesang i de fleste af sine værker. Hans innovative brug af farver, hans forestilling af sammenhængen mellem tid og musik, hans brug af fuglesang og hans ønske om at udtrykke religiøse ideer er blandt de træk, der gør Messiaens musik karakteristisk.

## Liv og karriere

### Ungdom og studier
Olivier Eugène Prosper Charles Messiaen blev født i Avignon, Frankrig, i en boglig familie. Han var den ældste af to sønner af Cécile Sauvage, en digter, og Pierre Messiaen, en engelsklærer, som oversatte William Shakespeares dramaer til fransk. Messiaens mor publicerede en serie af digte, L'âme en bourgeon ("Den spirende sjæl"), hvoraf sidste del kaldet Tandis que la terre tourne ("Mens Jorden drejer") omhandler hendes ufødte søn. Messiaen udtalte senere, at disse digte havde stor indflydelse på ham og angav dem som profetiske for hans fremtidige artistiske karriere.
Ved første verdenskrigs begyndelse meldte Pierre Messiaen sig til krigstjeneste, og Cécile tog deres to drenge med for at bo hos sin bror i Grenoble. Der blev Messiaen fascineret af teater og begyndte at fremsige Shakespeare for sin bror ved hjælp af et hjemmelavet legetøjsteater med et halvgennemsigtig bagtæppe lavet af gamle cellofanomslag. På det tidspunkt gik han også over til den romerskkatolske tro. Senere følte Messiaen sig mest hjemme i Dauphinés alper, hvor han fik bygget et hus syd for Grenoble, hvor han komponerede det meste af sin musik.
Han fik klaverundervisning efter allerede at have lært sig selv at spille. Hans interesse inkluderede ny musik af de franske komponister Claude Debussy og Maurice Ravel, og han efterspurgte operavokalnoder som julegave. Omkring denne tid begyndte han at komponere. I 1918 vendte hans far tilbage fra krigen, og familien flyttede til Nantes. Han fortsatte med musikundervisning; en af hans lærere, Jehan de Gibon, gav ham noderne til Debussys opera Pelléas et Mélisande, som Messiaen beskrev som "et tordenbrag" og "formentlig den mest afgørende indflydelse på mig". Det følgende år fik Pierre Messiaen en lærerstilling i Paris. Messiaen begyndte som 11-årig på Conservatoire de Paris i 1919.
Ved konservatoriet gjorde Messiaen store akademiske fremskridt. I 1924, i en alder af 15 år, blev han tildelt andenpladsen i harmonisering efter at have fået undervisning i faget af professor Jean Gallon. I 1926 vandt han førsteprisen i kontrapunkt og fuga, og i 1927 vandt han førsteprisen i klaverakkompagnement. Efter at have studeret hos Maurice Emmanuel fik han førsteprisen i musikhistorie i 1928. Emmanuels eksempel frembragte en interesse for oldgræsk rytmik og eksotiske modi. Efter fremvisningen af improvisationstalent på klaveret begyndte Messian at studere orgel hos Marcel Dupré og tog store franske organisters tradition til sig (Dupré havde studeret hos Charles-Marie Widor og Louis Vierne, og Vierne var selv elev af César Franck). Messiaen fik førsteprisen i orgelspil og -improvisation i 1929. Efter at have studeret komposition hos Charles-Marie Widor i et år blev han i efteråret 1927 indskrevet den nyudpegede Paul Dukas klasse, som indgød Messiaen en beherskelse af orkestrering. I 1930 vandt Messiaen førsteprisen i komposition.
Mens han stadig studerede, komponerede Messiaen sit første udgivne værk – has otte Préludes for klaver (den tidligere Le banquet céleste blev udgivet efterfølgende). Disse udviser Messiaens brug af sine modi af begrænsede transpositionsmuligheder og palindromiske rytmer (Messiaen kaldte disse non-retrograde rytmer). Hans offentlige debut kom i 1931 med hans orkestersuite Les offrandes oubliées. Det år hørte han for første gang en gamelan, hvilket var gnisten til hans interesse for brugen af slagtøj.

### La Trinité,La jeune Franceog Messiaens krig
I efteråret 1927 deltog Messiaen i Duprés orgelkursus. Dupré skrev senere, at Messiaen, der aldrig havde set en orgelkonsol, sad stille i en time, mens Dupré forklarede og demonstrerede instrumentet, hvorefter han kom tilbage en uge senere og spillede Johann Sebastian Bachs Fantasia i C-mol på et imponerende niveau. Fra 1929 vikarierede Messiaen regelmæssigt ved Église de la Sainte-Trinité de Paris for organisten Charles Quef, som var syg på den tid. Organiststillingen blev ledig i 1931, da Quef døde, og Dupré, Charles Tournemire, Widor og andre støttede Messiaens kandidatur til posten. Hans formelle ansøgning inkluderede en skriftlig anbefaling fra Widor. Ansættelsen blev bekræftet i 1931, og han forblev organist for la Sainte-Trinité i mere end tres år.
Han giftede sig med violinisten og komponisten Claire Delbos i 1932. Deres ægteskab inspirerede ham til både at komponere værker, som hun kunne spille (Thème et variations for violin og klaver i det år, de blev gift) og til at skrive stykker, der hyldede deres ægteskabelige lykke, herunder sangcyklen Poèmes pour Mi i 1936, som han orkestrerede i 1937. Mi var Messiaens hengivne kælenavn for hans kone. I 1937 blev deres søn Pascal født. Ægteskabet ændrede sig til tragedie, da Delbos mistede sin hukommelse efter en operation og tilbragte resten af sin liv i psykiatriske institutioner.
I 1936 dannede Messiaen sammen med André Jolivet, Daniel-Lesur og Yves Baudrier gruppen La jeune France ("Unge Frankrig"). Deres manifest angreb underforstået det fjolleri, der dominerede samtidig parisisk musik, og afviste Jean Cocteaus Le coq et l'arlequin manifest fra 1918 til fordel for "levende musik, som har oprigtighedens fremdrift, generøsitet og artistisk samvittighedsfuldhed". Messiaens karriere tog snart afstand fra hans polemiske fase.
Som respons på en bestilling af et stykke, der skulle akkompagnere lys- og vandshows på Seinen under verdensudstillingen i 1937 demonstrerede Messiaen sin interesse for at bruge ondes Martenot (et elektronisk instrument) ved at komponere Fêtes des belles eaux for et ensemble af seks musikere. Han medtog en stemme for instrumentet i flere af sine efterfølgende værker. Gennem denne periode komponerede han flere flersatsede orgelværker. Han arrangerede sin orkestersuite L'ascension ("Himmelfarten") for orgel, i hvilket arrangement han erstattede orkesterversionens tredje sats med en fuldstændig ny sats, Transports de joie d'une âme devant la gloire du Christ qui est la sienne ("En sjæls salighed foran Kristus' herlighed, som er dets egen herlighed"). ( lyt ?) Denne sats blev en af Messiaens mest populære stykker. Han skrev også de omfattende cykler La Nativité du Seigneur ("Herrens fødsel") og Les corps glorieux ("De salige kroppe"). Den afsluttende toccata i La Nativité, Dieu parmi nous ("Gud iblandt os"), er blevet et andet favoritkoncertstykke.
Ved anden verdenskrigs begyndelse blev Messiaen indkaldt til den franske hær. Grunden dårligt syn blev han hvervet som sygehjælper snarere end aktiv krigsførende. Han blev tilfangetaget ved Verdun og ført til Görlitz i maj 1940 og blev fængslet i Stalag VIII-A. Han mødte en violinist, en cellist og en klarinettist blandt sin medfanger. Han skrev en trio til dem, som han gradvist indlemmede i sin Quatuor pour la fin du temps ("Kvartet til tidens ende"). Kvartetten blev uropført i januar 1941 for et publikum bestående af fanger og fangevogtere med komponisten selv ved det misvedligeholdte klaver under meget kolde omstændigheder. Således bar lejrlivets tvungne selv iagttagelse og -refleksion frugt ved et af det 20. århundredes anerkendte mesterværker inden for den europæiske klassiske musik. Titlens "tidens ende" hentyder til Apokalypsen og også til måden, hvorpå Messiaen, gennem rytmisk og harmonik, brugte tiden på en helt anden måde end både hans forgængere og samtidige.

### Tristan og serialisme
Kort efter hans frigivelse fra Görlitz i maj 1941 blev Messiaen udnævnt til professor i harmonilære ved Conservatoire de Paris, hvor han underviste ind til sin pensionering i 1978. Han samlede sin Technique de mon langage musical ("Teknikken for mit musikalske sprog") udgivet i 1944, i hvilken har citerer mange eksempler fra sin musik, i særdeleshed kvartetten. Selvom han blot var i midten af 30'erne beskrev hans studerende ham som en enestående lærer, som opfordrede sine elever til at finde deres egen stemme i stedet for at pålægge dem sine egne ideer. Blandt hans tidlige elever var komponisterne Pierre Boulez og Karel Goeyvaerts og pianisten Yvonne Loriod. Andre elever inkluderede Karlheinz Stockhausen i 1952, Alexander Goehr i 1956–57, György Kurtág i 1957, Tristan Murail i 1967–72 og George Benjamin i de sene 1970'ere. Den græske komponist Iannis Xenakis blev henvist til ham i 1951; Messiaen tilskyndede Xenakis til at drage fordel af hans baggrund i matematik og arkitektur i musikken.
I 1943 skrev Messiaen Visions de l'Amen ("Visioner om Amen") for to klaverer til Loriod og ham selv at fremføre. Kort derefter komponerede han den enorme cykel for klaversolo Vingt regards sur l'enfant-Jésus ("Tyve blikke på barn Jesus") til hende. Igen til Loriod skrev han Trois petites liturgies de la présence divine ("Den guddommelige tilstedeværelses tre små liturgier") for kvindekor og orkester, som indeholdt en svær solostemme for klaver. På den måde fortsatte Messiaen med at bringe liturgiske emner til klaverkoncerter og koncertsale.
To år efter Visions de l'Amen komponerede Messiaen sangcyklen Harawi, den første af tre værker inspireret af legenden om Tristan og Isolde. Det andet af disse værker om menneskelig (i modsætning til guddommelig) kærlighed var resultatet af en bestilling fra Serge Koussevitzky. Messiaen anførte, at bestillingen hverken specificerede værkets længde eller orkestrets størrelse. Dette blev den ti satser lange Turangalîla-Symphonie. Den var ikke en traditionel symfoni, men snarere en udvidet meditation over glæden ved menneskelig forening og kærlighed. Den indeholder ikke den seksuelle skyld, som er til stede i Richard Wagners Tristan und Isolde, eftersom Messiaen troede på at seksuel kærlighed er en guddommelig gave.  Det tredje værk inspireret af Tristan-myten var Cinq rechants for tolv uakkompagnerede sangere, beskrevet af Messiaen som påvirket af troubadourernes alba. Messiaen besøgte i 1947 USA, hvor hans musik blev dirigeret af Koussevitzky og Leopold Stokowski. Hans Turangalîla-Symphonie blev først opført i USA i 1949 dirigeret af Leonard Bernstein.
Messiaen underviste en analyseklasse ved Paris Konservatorium, og i 1947 underviste han i Budapest og i 1949 ved Tanglewood i Massachusetts. I somrene 1949 og 1950 underviste han klasser ved sommerskolen for ny musik i Darmstadt. Han anvendte ikke selv tolvtoneteknikken, men efter at have undervist i analysen af tolvtonemusik i tre år, herunder i værker af Arnold Schoenberg, eksperimenterede han med måder at lave skalaer med andre elementer (herunder varighed, artikulation og dynamik) analogt til den chromatic pitch scale. Resultaterne af disse nyskabelser var "Mode de valeurs et d'intensités" for klaver (fra Quatre études de rhythme), som er blevet misvisende beskrevet som det første værk af total serialisme. Det havde en stor indflydelse på de tidligste europæiske seriekomponister inklusiv Pierre Boulez, Karel Goeyvaerts og Karlheinz Stockhausen. I denne periode eksperimenterede han også med konkret musik.

### Fuglesang og de sene 1960'ere
Da Messiaen i 1952 blev spurgt om at levere en bunden opgave for fløjtenister, der søgte optagelse på Conservatoire de Paris, komponerede han stykket Le merle noir ("Solsorten") for fløjte og klaver. Mens han længe havde været fascineret af fuglesang, og fugle havde optrådt i flere af hans tidligere værker (for eksempel La Nativité, Quatuor og Vingt regards), var fløjtestykket baseret udelukkende på solsortens sang.
Han førte denne udvikling til et nyt niveau med sit orkesterværk fra 1953 Réveil des oiseaux – dets materiale består nærmest udelukkende af fuglesang, som man kan høre mellem midnat og middag i Jurabjergene. Fra denne periode og fremefter inkorporerede Messiaen fuglesang i alle sine kompositioner og komponerede flere værker til hvilke fugle både leverer både titlen og indholdet (for eksempel samlingen af tretten stykker for klaver Catalogue d'oiseaux færdiggjort i 1958 og La fauvette des jardins fra 1971). Disse værker, som langt fra blot er simple transskriptioner af fuglesang, er sofistikerede tonedigte, der fremkalder både sted og atmosfære. Paul Griffiths observerede, at Messiaen var en mere pligtopfyldende ornitolog end nogen tidligere komponist og en mere musikalsk observant af fuglesang end nogen tidligere ornitologer.
Messiaens første kone døde i 1959 efter lang tids sygdom, og i 1961 giftede han sig med pianisten Yvonne Loriod. Han begyndte at rejse meget for at deltage i musikalske arrangementer og for at opsøge og transskribere sangene fra mere eksotiske fugle uden for fangeskab. Loriod assisterede ofte sin mands detaljerede studier af fuglesang, idet hun gik sammen med ham og optog sangene til senere sammenligning. I 1962 besøgte han Japan, hvor Gagakumusik og Nohteatre inspirerede de orkestrale "japanske sketcher", Sept haïkaï, som indeholder stiliserede gengivelser af traditionel japanske instrumenter.
Messiaens musik blev på det tidspunkt fremelsket af blandt andre Pierre Boulez, som havde uropførelser på programmet ved sine Domaine musical-koncerter og Donaueschingenfestivalen. Værker, der blev opført, inkluderede Réveil des oiseaux, Chronochromie (bestilt til festivalen i 1960) og Couleurs de la cité céleste. Det sidstnævnte stykke var resultatet af en bestilling af en komposition fra tre basuner og tre xylofoner; Messiaen tilføjede hertil mere messing, træblæs, slagtøj og klaver og specificerede en xylofon, xylorimba og marimba i stedet for tre xylofoner. Et andet værk fra denne periode, Et exspecto resurrectionem mortuorem, blev bestilt til en mindehøjtidelighed for de døde fra de to verdenskrige og blev opført først halvprivat i Sainte-Chapelle og dernæst offentligt i Domkirken i Chartres med Charles de Gaulle blandt publikum.
Hans ry som komponist voksede til stadighed og i 1959 blev han nomineret som Officier af Légion d'honneur. I 1966 blev han officielt ansat som professor i komposition ved Conservatoire de Paris, selvom han i praksis havde undervist i komposition i årevis. Yderligere æresbevisninger inkluderede valg til Institut de France i 1967, Erasmusprisen i 1971, Royal Philharmonic Societys guldmedalje og Ernst von Siemens musikpris i 1975, Léonie Sonnings Musikpris (Danmarks højeste musikpris) i 1977 og titlen som Croix de Commander af den belgiske kroneorden i 1980.

### Forklarelse, Canyons, St. Francis og det Hinsides
Messiaens næste værk var det enorme La Transfiguration de Notre Seigneur Jésus-Christ. Kompositionen beskæftigede ham fra 1965 til 1969 og musikere, der anvendes til stykket, inkluderer et 100-mand stort 10-stemmigt kor, syv soloinstrumenter og et stort orkester. Værkets fjorten satser er en meditation over historien om Kristi Forklarelse. Kort efter dets færdiggørelse modtog Messiaen en bestilling fra Alice Tully på et værk til fejringen af USAs tohundredårsdag. Han arrangerede et besøg til USA i foråret 1972 og blev inspireret af Bryce Canyon i Utah, hvor han observerede slugtens særlige farver og fuglesang. Det tolvsatsede orkesterværk Des canyons aux étoiles… var resultatet, hvilket først blev opført i 1974 i New York.
I 1971 blev han bedt om at komponere et stykke for Paris Opéra. Selvom han var tilbageholdende med at påtage sig et så stort projekt, blev han i 1975 overbevist til at påtage sig bestillingen og begyndte arbejdet med sin Saint-François d'Assise. Kompositionen var intensiv (han skrev også sin egen libretto) og beskæftigede ham fra 1975 til 1979; orkestreringen blev udført fra 1979 og til 1983. Messiaen foretrak at beskrive det endelige værk som et "skue" snarere end en opera. Det blev først opført i 1983. Nogle kommentatorer på tiden gjorde sig spekulationer om, at operaen ville blive hans afsked (til tider troede Messiaen selv dette), men han fortsatte med at komponere. I 1984 publicerede han en stor samling af orgelstykker, Livre du Saint Sacrement; andre værker inkluderer fuglesangsstykker for soloklaver og værker for klaver med orkester.
I sommeren 1978 trak Messiaen sig tilbage fra sine lærerstillinger ved konservatoriet. Han blev forfremmet til den højeste rang af Légion d'honneur, nemlig Grand-Croix, i 1987. En operation forhindrede ham i at deltage ved fejringen af hans 70-års fødselsdag i 1978, men i 1988 inkluderede hyldesten for Messiaens 80-årsdag en fuld opførelse i Londons Royal Festival Hall af St. François, hvilken komponisten overværede, Eratos udgivelse af en samling af 17 CD'er med Messiaens musik inklusive indspilninger af Loriod og en cd med komponisten i samtale med Claude Samuel.
Selvom han havde betydelige smerter nær slutningen af sit liv (hvilket krævede gentagen operation af hans ryg), var han i stand til at gennemføre bestillingen fra New York Philharmonic Orchestra, Éclairs sur l'au-delà…, som blev uropført seks måneder efter hans død. Han døde i Clichy-la-Garenne.
Idet hun gennemgik Messiaens papirer, opdagede hans enke, at han havde været ved at komponere en koncert for fire musikere, som han følte sig særligt taknemmelig overfor, navnlig Loriod, cellisten Mstislav Rostropovich, oboist Heinz Holliger og fløjtenisten Catherine Cantin (deraf titlen Concert à quatre). Fire af de fem tilsigtede satser var grundlæggende færdige; Yvonne Loriod overtog orkestreringen af den anden halvdel af den første sats og af hele den fjerde med rådgivning fra George Benjamin. Værket blev uropført af de dedikerede i september 1994.